# Signal de Botrange
Signal de Botrange (in olandese Signaal van Botrange) è il punto più alto del Belgio ad un'altitudine di 694 metri s.l.m.

## Descrizione

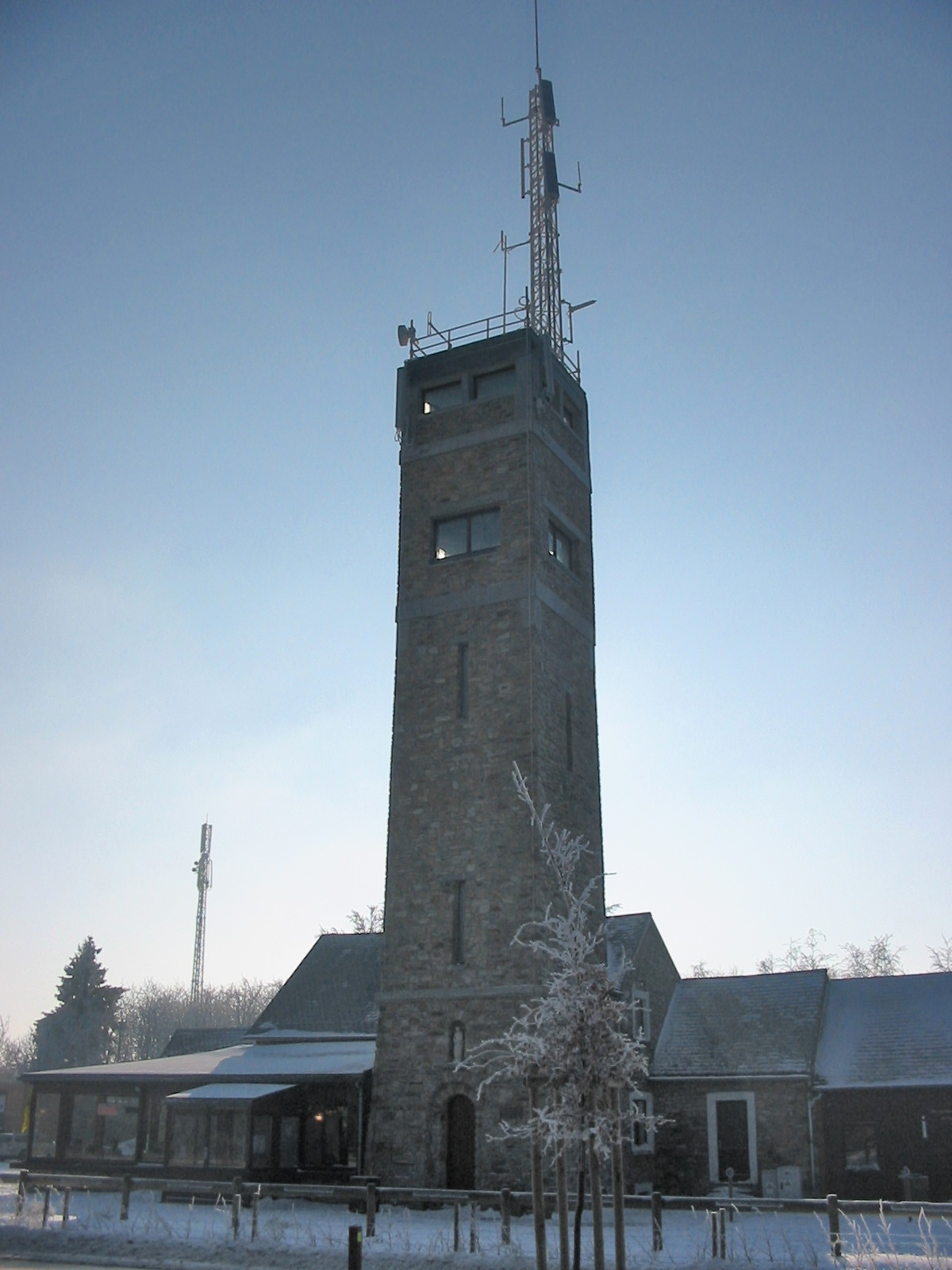
La Torre delle Comunicazioni, alta 24 metri

Il monte si trova nell'area nota come Hautes Fagnes, nei pressi della città di Liegi.
Nel 1923 fu costruita una torre, dedicata a Herman Baltia, alta 6 metri per consentire ai visitatori di raggiungere un'altitudine di 700 metri s.l.m. Nel 1934 invece fu eretta una torre in pietra che raggiunge i 718 metri s.l.m.
Nella stagione invernale il luogo è usato come partenza di numerose gare di sci nordico.
Prima dell'annessione nel 1919 dei cosiddetti "Cantons de l'Est", il punto più alto del Belgio era Baraque Michel.